# Уахабизъм
Уахабизмът (на арабски: وهابية Wahhabiya) е ултраконсервативно реформаторско движение в сунитския ислям от 18 век и доминираща форма на исляма на Арабския полуостров (най-вече Саудитска Арабия и Катар), малки части от Африка и Западен Ирак. Той е религиозно движение на ислямски фундаментализъм, търсещо да се върне към ранните основополагащи източници на исляма – Корана и хадисите.
Последователите му биват наричани уахабити, но самите те смятат това название за обидно и предпочитат да се наричат мууаххидун (тоест изповядващи единството на Бога, поддръжници на учението таухид). Понятието уахабизъм често се използва взаимозаменяемо със салафизъм, но е правилно да се каже, че уахабизмът е конкретно, ултраконсервативно течение в салафизма.
Основоположник на уахабизма е шейх Мухаммад ибн Абд ал-Уахаб, който се отклонява от дълга линия юристи от ханбалитската школа в рода си. Вдъхновение черпи от средновековния теолог Ибн Таймия и ранния ислямски юрист Ахмад ибн Ханбал.